# Haralds Krūmiņš
Haralds Krūmiņš, Harald Krumin (ur. 2 sierpnia 1894 we wsi Sunceln k. Rygi, zm. 17 maja 1943) – łotewski komunista, radziecki działacz partyjny i dziennikarz.

## Życiorys
Podczas nauki w ryskim gimnazjum związał się z ruchem rewolucyjnym, 1909 wstąpił do SDPRR. W 1916 ukończył studia na Wydziale Historyczno-Filologicznym Uniwersytetu Petersburskiego, od października 1917 członek Miejskiego Komitetu Wojskowo-Rewolucyjnego w Moskwie, członek Łotewskiego Centrum Rewolucyjnego w Moskwie, redaktor gazety "Izwiestija WRK Gorodskogo rajona" w Moskwie. Później pracownik gazety "Dieriewienskaja prawda", kierownik Wydziału Redakcyjno-Wydawniczego Najwyższej Rady Gospodarki Narodowej RFSRR, od marca 1918 redaktor pisma "Narodnoje choziajstwo". Od września 1919 do czerwca 1929 redaktor gazety "Ekonomiczeskaja żyzń", 1921-1922 członek Rady Pracy i Obrony RFSRR, od sierpnia 1928 do lipca 1930 członek Biura Redakcji Gazety "Prawda", od 13 lipca 1930 do 26 stycznia 1934 członek Centralnej Komisji Kontrolnej WKP(b). Od 26 lipca 1930 do 24 kwietnia 1931 redaktor odpowiedzialny gazety "Izwiestija", od maja 1931 członek Uralskiej Obwodowej Komisji Kontrolnej WKP(b), od 1932 do stycznia 1934 przewodniczący Uralskiej Obwodowej Komisji Planowej i zastępca przewodniczącego Komitetu Wykonawczego Uralskiej Rady Obwodowej. Od stycznia 1934 do sierpnia 1935 zastępca przewodniczącego Komitetu Wykonawczego Czelabińskiej Rady Obwodowej, od sierpnia 1935 do 1937 zastępca redaktora naczelnego Wielkiej Encyklopedii Radzieckiej, redaktor odpowiedzialny pisma "Problemy Ekonomiki", lektor Wyższej Szkoły Organizatorów Partyjnych przy KC WKP(b) i dyrektor Instytutu Kształcenia Zaocznego przy KC WKP(b).
W styczniu 1938 aresztowany, w kwietniu 1939 skazany na 10 lat pozbawienia wolności, zmarł w łagrze. Pośmiertnie zrehabilitowany.